# Gleccsertál

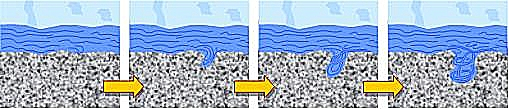
A gleccsertál keletkezésének sematikus ábrázolása

A gleccsertál jégkorszaki eredetű sziklamélyedés, amit a gleccserek olvadékvize által pörgetett kövek vájtak a sziklába. Magyar neve a német kifejezés tükörfordítása. Más vidékeken, ahol gyakrabban előfordul, népi eredetű neve általában az óriások, ördögök üstjére utal (angolul giant's kettle, franciául marmite du diable, spanyolul marmita de gigante, svédül jättegryta).

## Keletkezése
Ezek a sziklamélyedések a nagy eljegesedések idején keletkeztek olyan kemény kőzetben, amelynek felszínén a gleccser olvadékvize folyt. A víz által szállított kemény kavicsok egy része a szikla enyhe mélyedésében is elakadhatott, és ott a víz forgásba lendíthette. Az ilyen kövek fúróként működve hosszú idő alatt a kemény gránitba is körkörös lyukat vájtak. A jég és a víz levonulása után a sziklában visszamaradt lyukak eredete rejtélyesnek tűnhetett a nép számára. A gleccser alatt folyó olvadékvíz helyenként nagy nyomás alatt és igen sebesen áramlott, így maga a víz is koptathatta a sziklát, de a fő munkát a magával sodort kavicsok végezték.

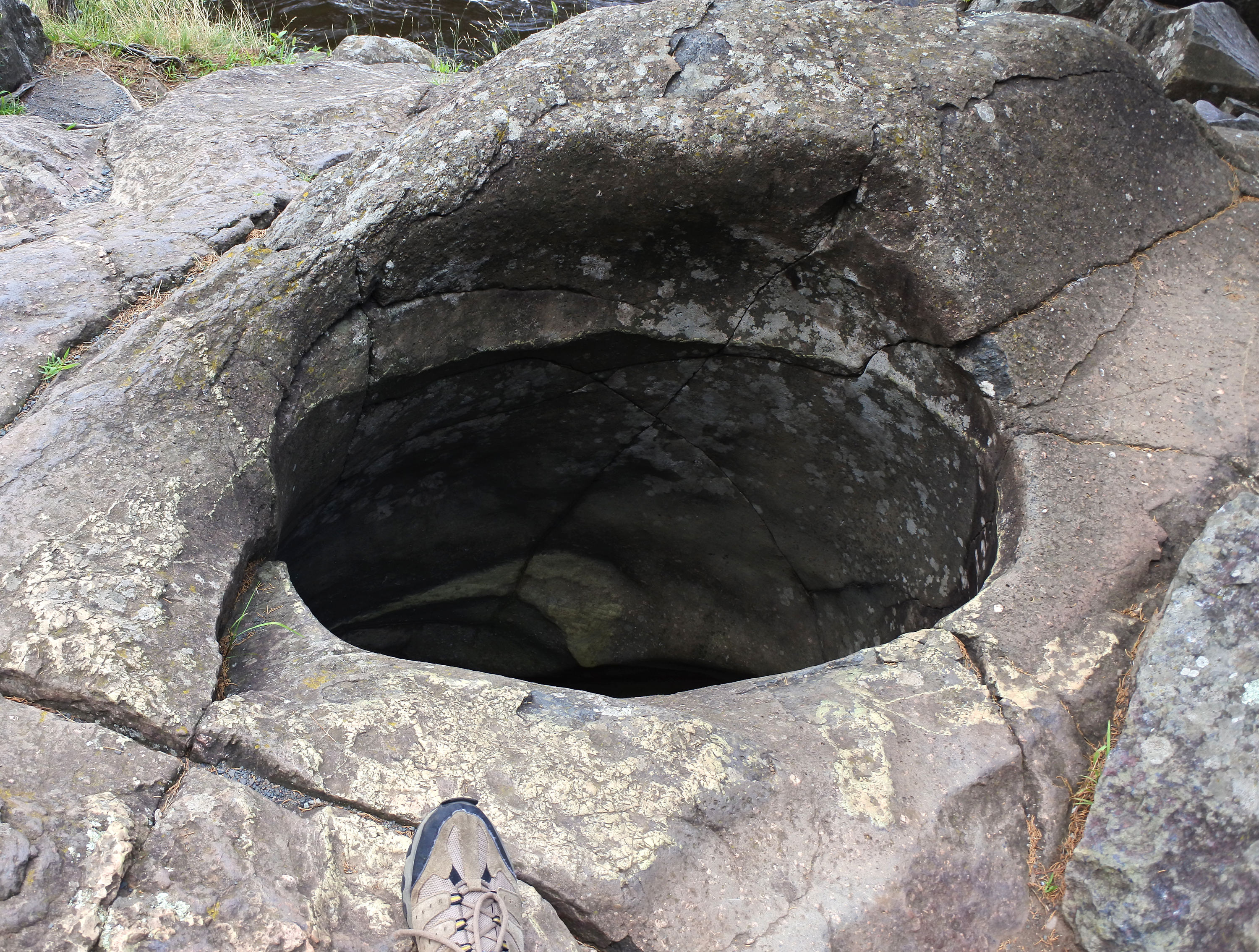
Gleccsertál Wisconsin államban, USA
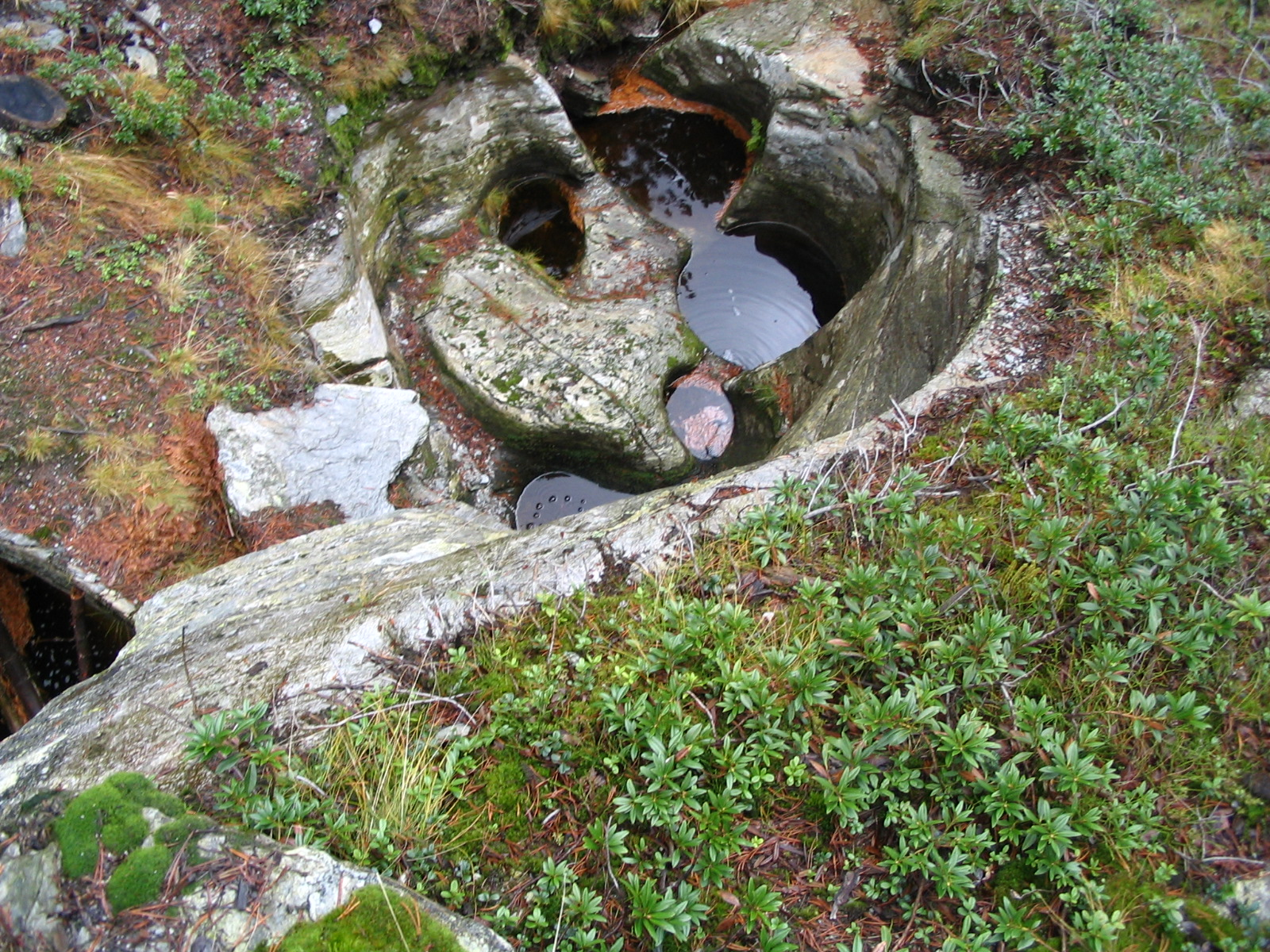
Gleccsertál Svájcban (Maloja, Graubünden)
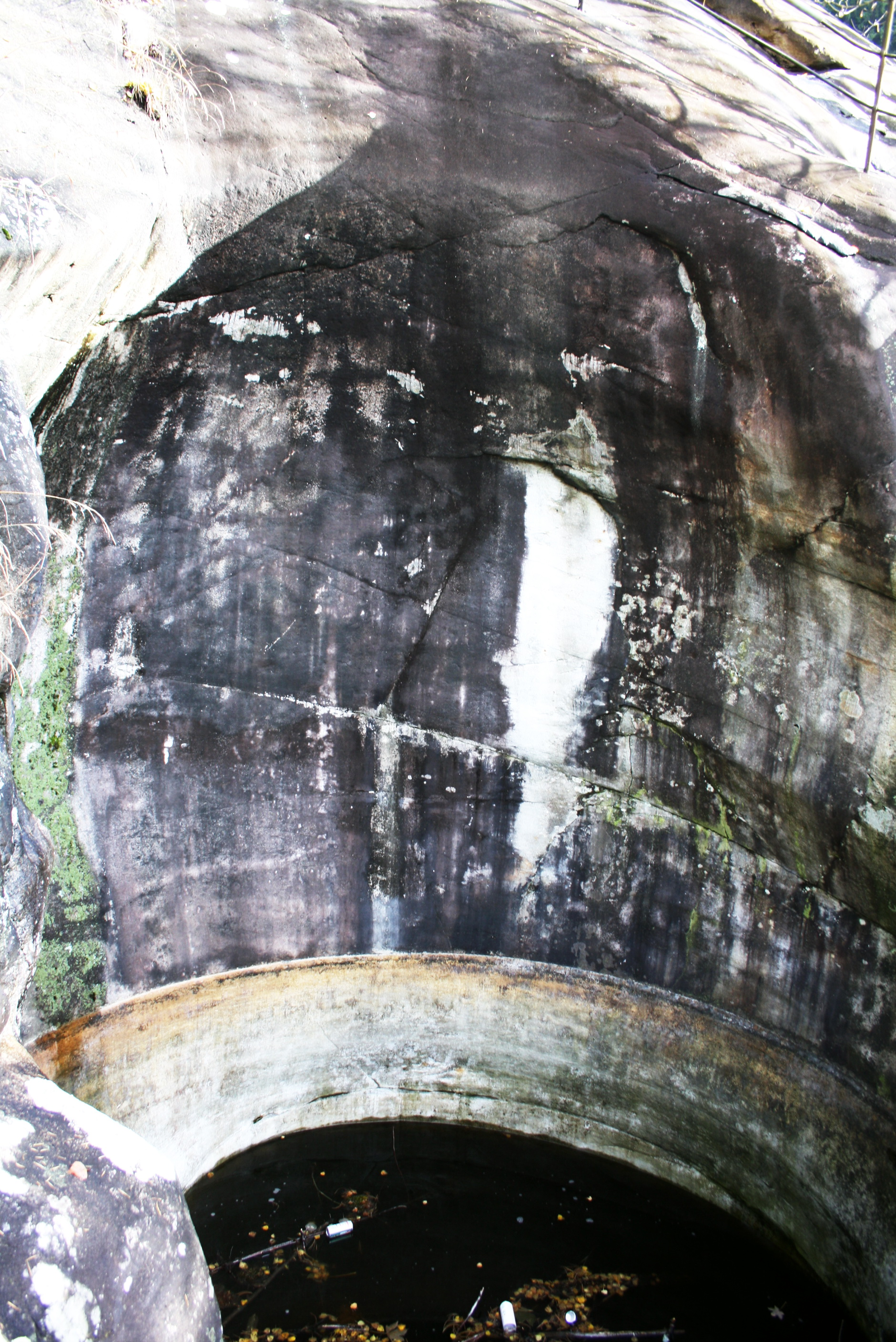
Gleccsertál Bad Gastein központjában
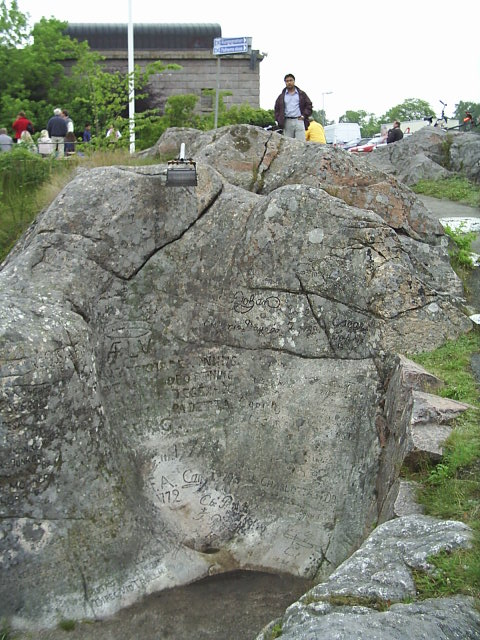
A trollhättani gleccsertál falára az 1700-as évek óta felírják nevüket a svéd királyi család tagjai. Az eddig utolsó név Viktória svéd királyi hercegnőé 2001-ből
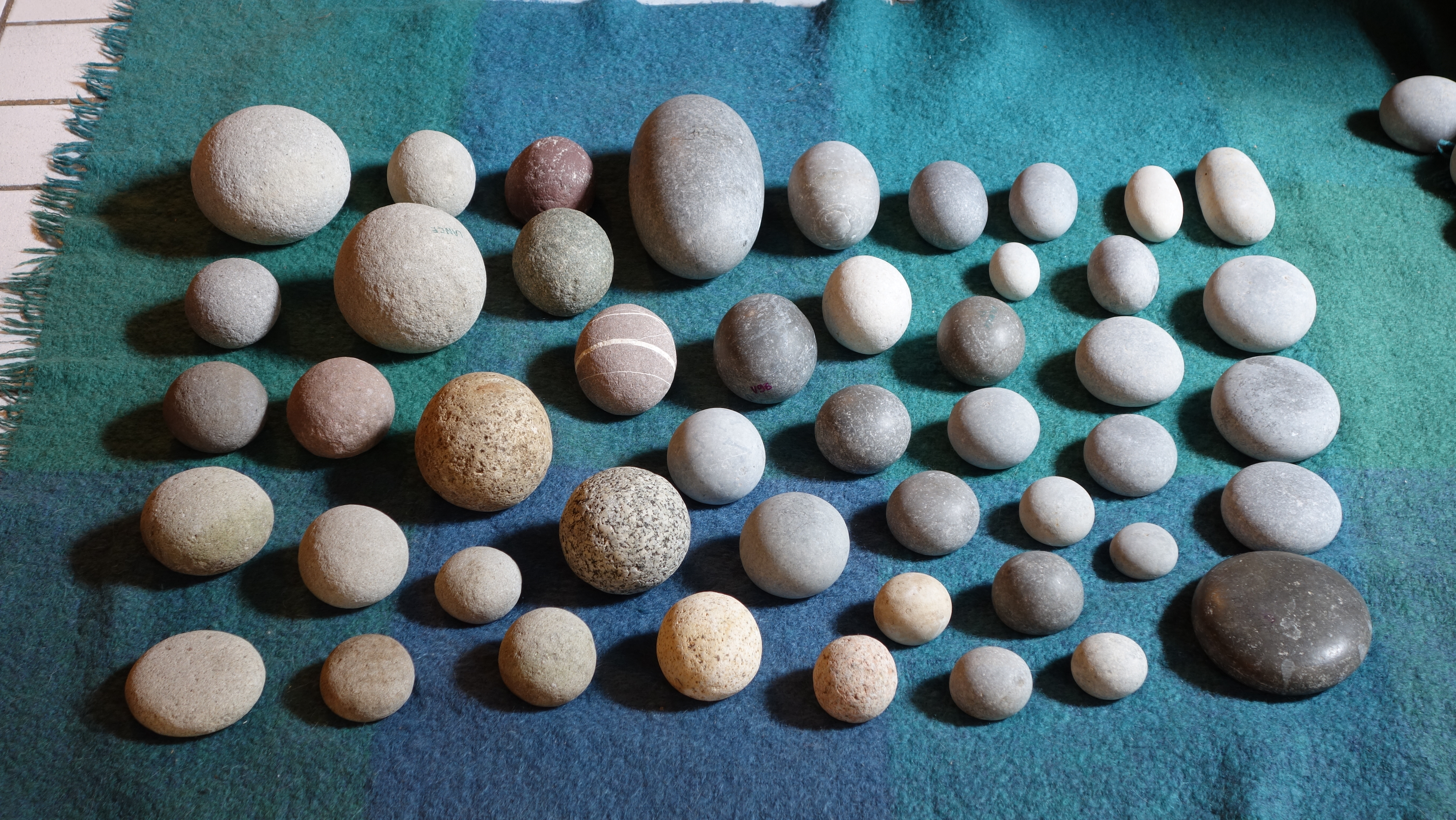
Gleccsertálakban talált „örlőkövek”

## Fordítás
- Ez a szócikk részben vagy egészben a Gletschertopf című német Wikipédia-szócikk ezen változatának fordításán alapul.  Az eredeti cikk szerkesztőit annak laptörténete sorolja fel. Ez a jelzés csupán a megfogalmazás eredetét és a szerzői jogokat jelzi, nem szolgál a cikkben szereplő információk forrásmegjelöléseként.